# Нела Бијанић
Данијела Нела Бијанић (Смедерево, 16. јул 1970) српска је певачица народне музике. Њене најпознатије песме су: Жена лавица, Сад не иди.

## Биографија
Данијела Нела Бијанић је српска фолк певачица која је рођена 16. јула 1970. године у Смедереву. Каријеру је започела са 15 година, али и поред предвиђања која су јој гарантовала велику славу, једно време се повукла са естраде да би се посветила породици и уживала у одрастању сина Оливера. Иза себе има један пропали брак. 
Године 2013. учествовала је у ријалити програму „Фарми 5“ када је испала на самом почетку. Такође, појавила се и у шестој сезони овог шоу програма. Иначе, њену каријеру су, поред 10 албума, обележили провокативни наступи и велики деколте којим је жарила и палила деведесетих година прошлог века.

## Дискографија
- 1988 — Једна сам ја
- 1990 — Ти ме више не занимаш
- 1992 — Ми смо срећан пар
- 1994 — Остани
- 1996 — Још те волим
- 1997 — Ко је, да је
- 1999 — Чувам понос свој
- 2001 — Сад не иди
- 2002 — Жена лавица
- 2005 — Хајде да играмо
- 2006 — Врело тело
- 2010 — Најбоља